# Cathédrale Sainte-Agathe (Catane)
La cathédrale Sainte-Agathe (en italien : Duomo di Sant’Agata, ou Basilica Cattedrale metropolitana di Sant'Agata) est la cathédrale et le principal édifice catholique de la ville de Catane en Sicile. Elle est consacrée à sainte Agathe.

## Historique
Voulu par Roger de Hauteville, la cathédrale de Catane fut réalisée par l'abbé breton bénédictin Ansger de l'abbaye Sainte-Euphémie située aujourd'hui à Lamezia Terme, sur les restes des anciennes Thermes achilléennes d'époque romaine.
Ansger deviendra ensuite le seigneur et « l'évêque-comte » de cette ville et de son démesuré fief. Il sera nommé guide spirituel et pasteur des âmes de la cité etnéenne par les chevaliers Normands dans la phase finale de la complète conquête normande de la Sicile arabe qu'entraînera l'inévitable désagrégation de tous les Émirats territoriaux siculo-mahométans.
La construction, donnant sur la mer, avait pour but de protéger les citoyens des dangereuses incursions sarrasines.

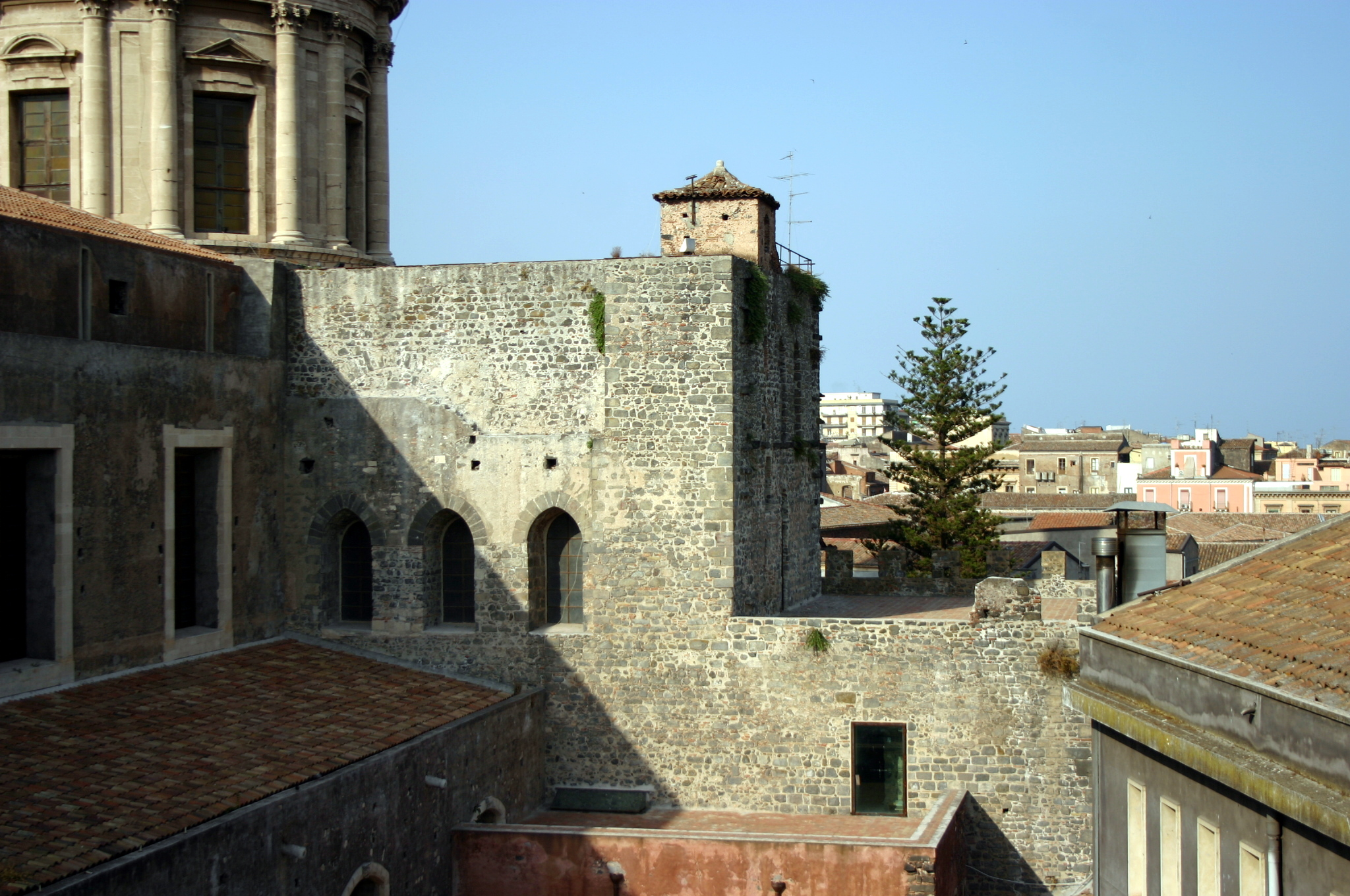
Vestige du transept droit de l'époque normande (1094).

Par sa double fonction cultuelle et défensive, elle fut appelée "église-forteresse" (ecclesia munita). Le temple, solennellement consacré par Ansger le 15 mai 1094, fut successivement dédié à la patronne de la ville, sainte Agathe.
Fortifiée avec des tours, des murs crénelés, des poivrières et des meurtrières, la puissante construction représentait un infranchissable avant-poste militaire contre les innombrables attaques de la piraterie barbaresque.
Le tremblement de terre de 1169 détruisit les voûtes et endommagea les colonnes et ses murs extérieurs. L'historien sicilien Tommaso Fazello (1498-1570) décrira l'édifice comme « Divæ Agathæ Templvm Tota Sicilia Maximvm ».
La réédification, après un méticuleux rétablissement, subit un furieux incendie perpétré par Henri VI, et l'apocalyptique tremblement de terre de 1693, qui secoua violemment une grande partie de la Sicile Orientale.

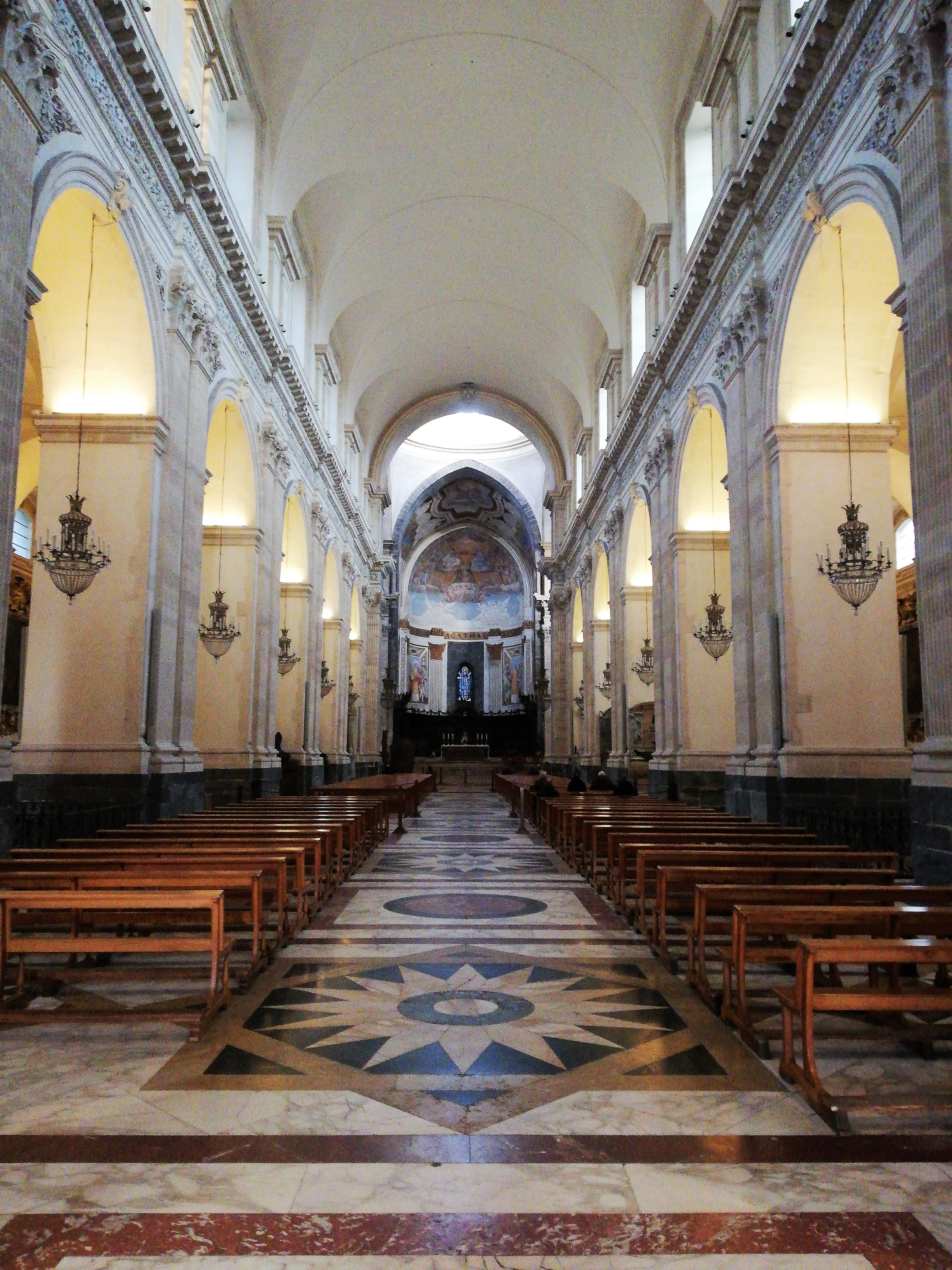
La nef centrale.
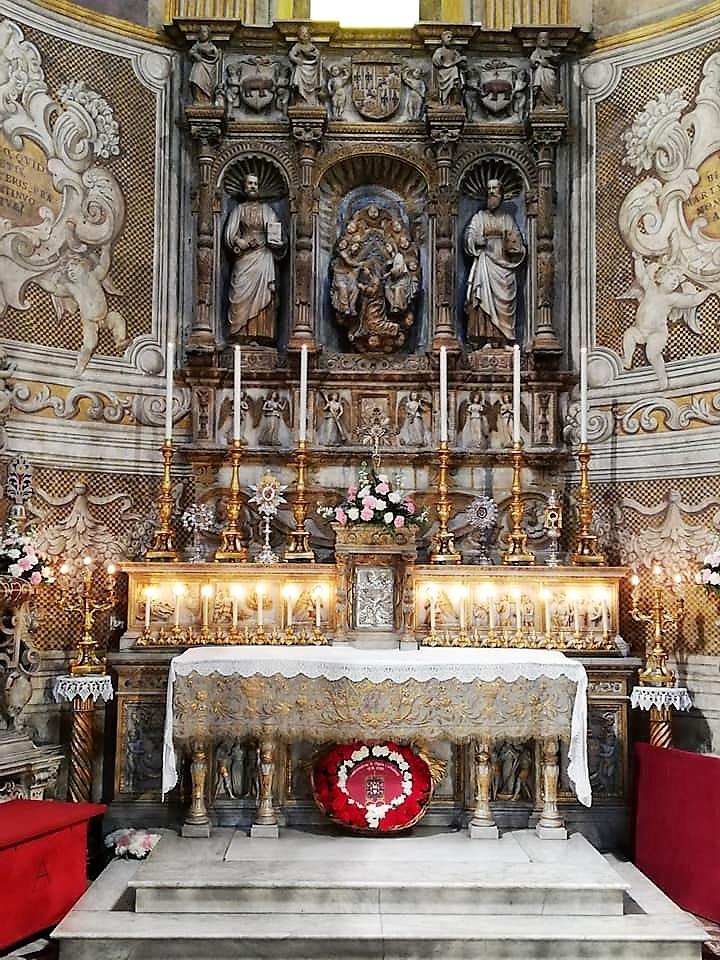
La chapelle sainte Agathe.
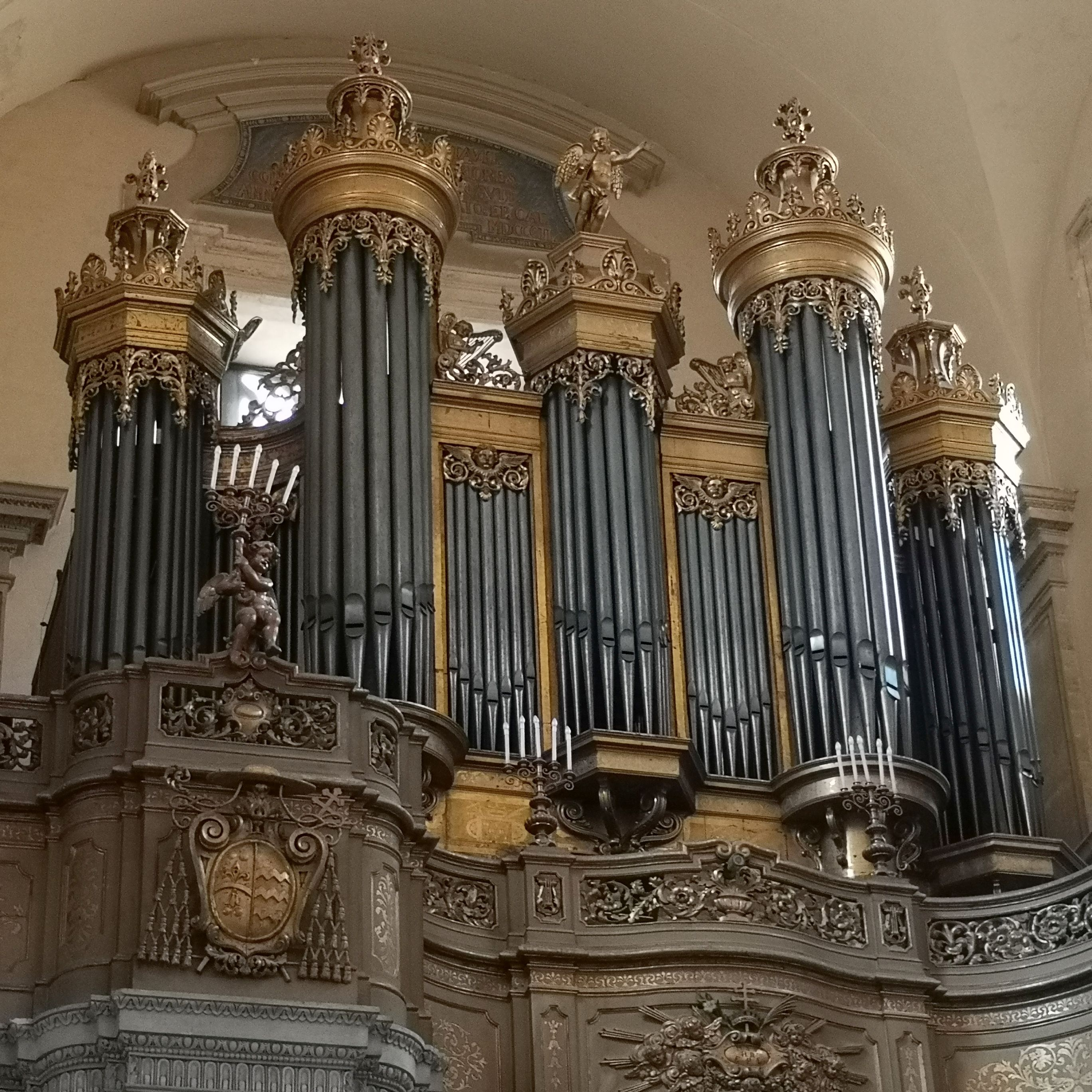
Le grand orgue.

## Architecture

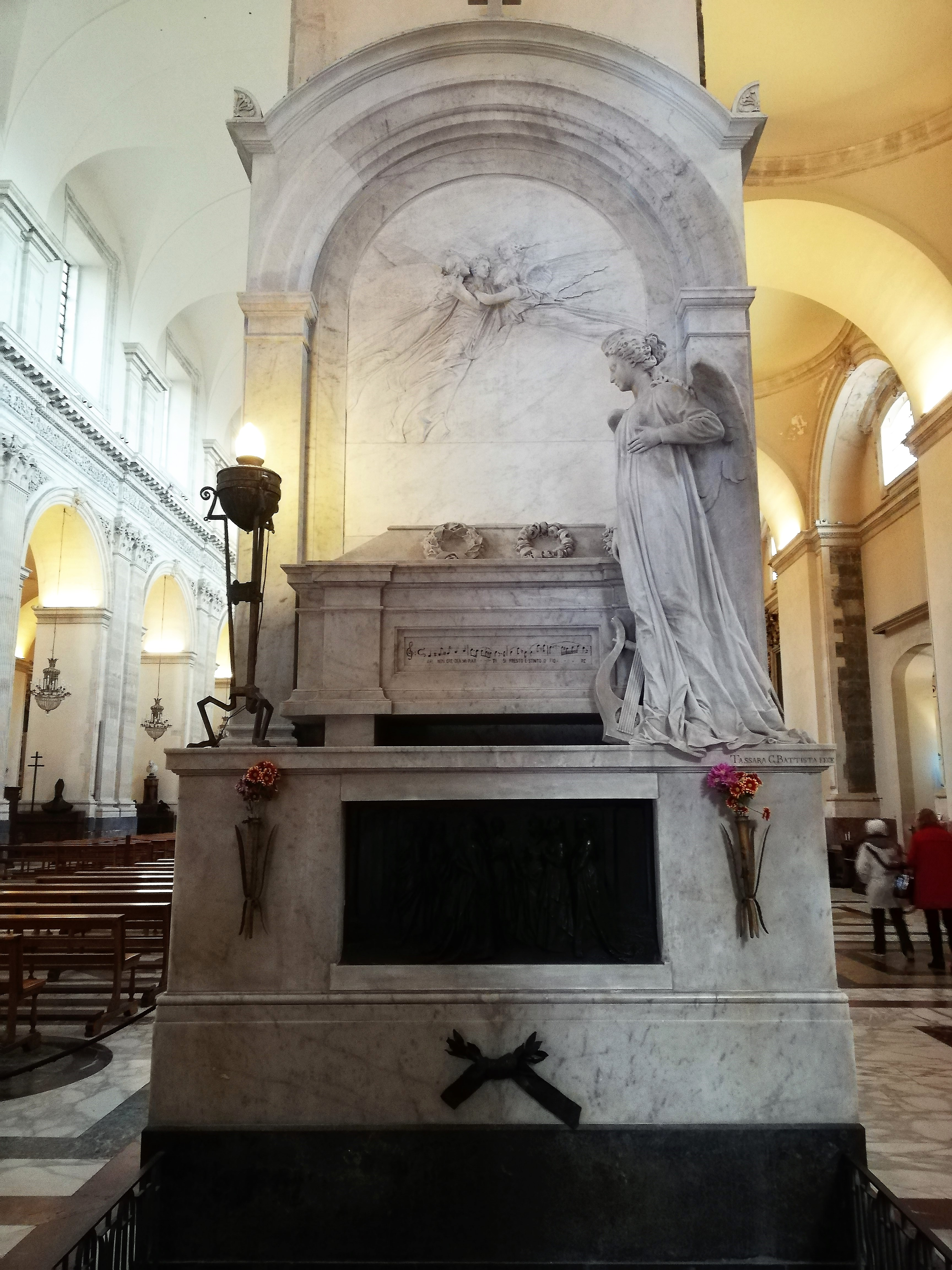
Monument funéraire de Vincenzo Bellini.

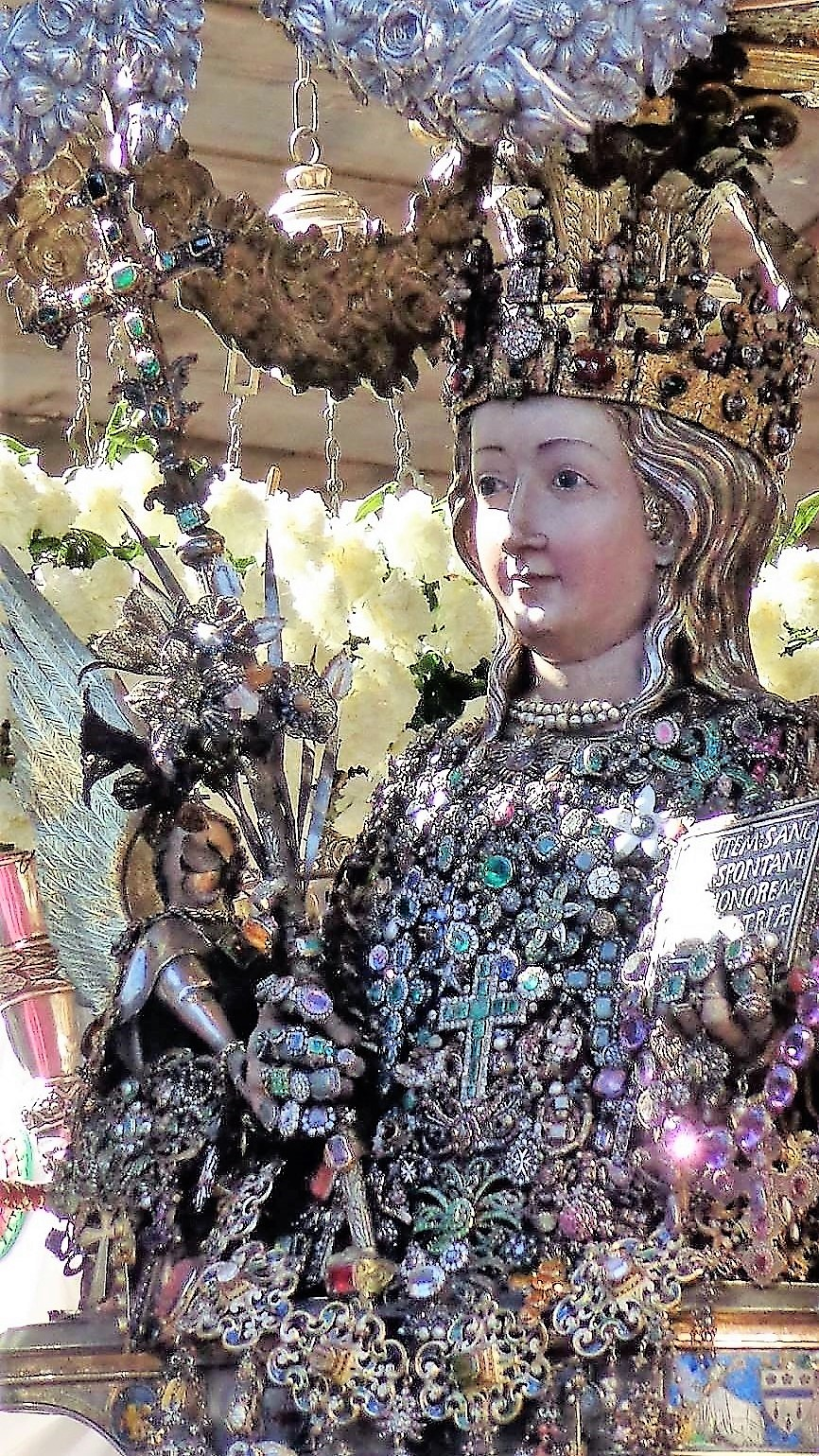
Buste de sainte Agathe dans le Fercoló (char en argent) lors de sa procession pour sa fête début février.

À cause de ces catastrophes, la cathédrale, dans les nombreuses reconstructions et réfections, a amalgamé tous les styles architecturaux qui se sont superposés au cours des siècles, et les récentes restaurations ont montré des considérables portions de ses structures originales.
La façade d'aujourd'hui est l'œuvre la plus majestueuse du baroque de Giovanni Battista Vaccarini qui l'édifia en 1736. Le portail, en bois massif, a été commissionné par l'évêque Pietro Galletti en 1738 ; on y a sculpté en sus des armes de princes et de souverains aragonais, les histoires de sainte Agathe et de la même église.
Dans la chambrette du Trésor de sainte Agathe se trouve le Très-saint reliquaire de la jeune martyre catanaise : dans le buste d'argent sont conservés la tête et le tronc de la sainte, tandis qu'à l'intérieur de huit reliquaires on garde les fémurs, les jambes, les bras, un sein et le miraculeux Voile de Sainte Agathe.
Le bâtiment, un des plus grandioses et importants de Sicile, héberge aussi les sarcophages de la reine Constance, et d'autres rois aragonais, de plusieurs cardinaux et évêques (entre autres le bien-aimé cardinal Dusmet), les dépouilles de Vincenzo Bellini, et du vice-roi espagnol Fernando de Acuña.